# Rumunská ragbyová reprezentace

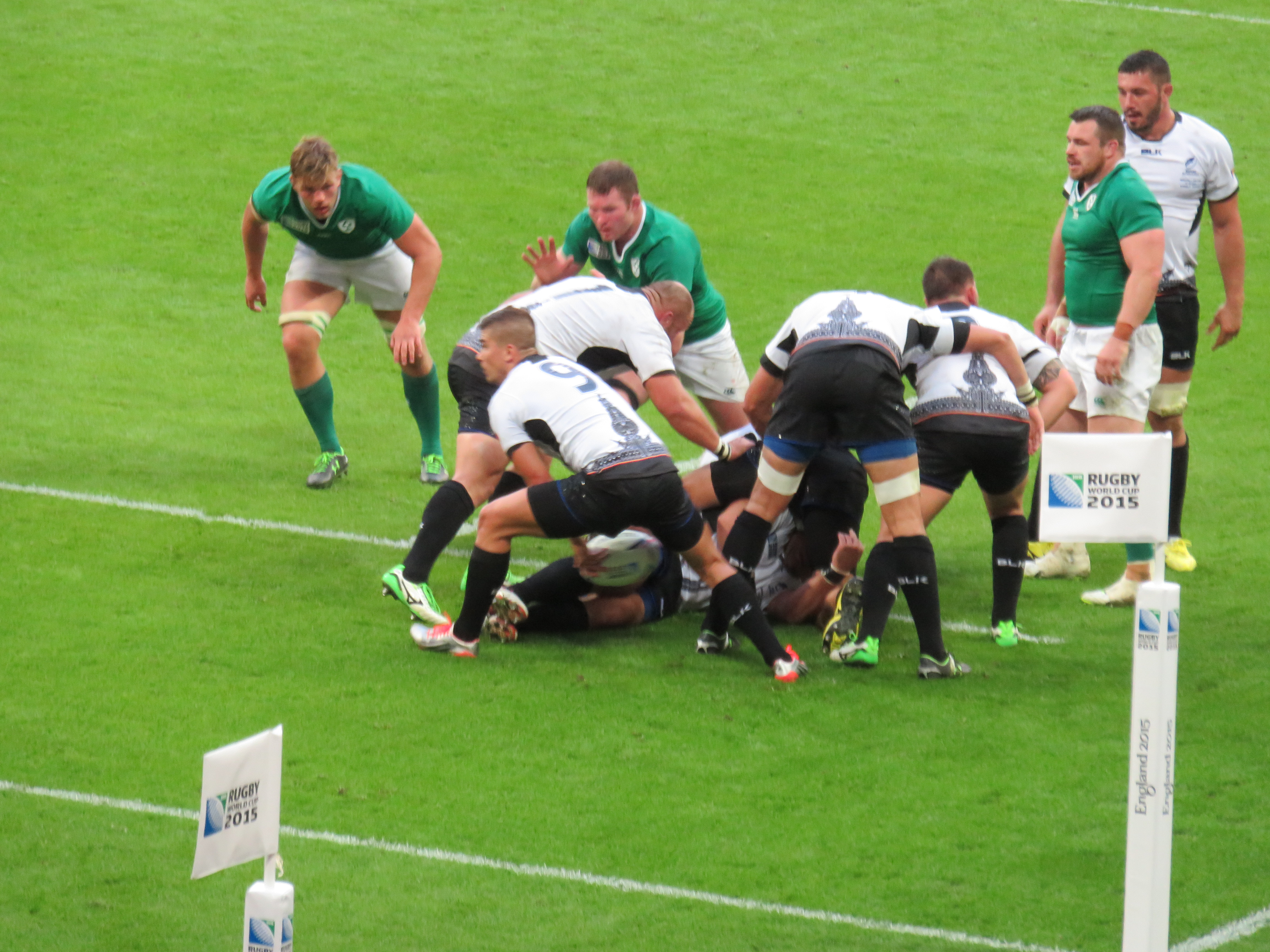
Rumunské družstvo (v bílém) v zápase proti Irsku na MS 2015

Rumunská ragbyová reprezentace reprezentuje Rumunsko na turnajích v ragby union. Rumunsko je pravidelným účastníkem na mistrovství světa v ragby, které se koná každé čtyři roky. Rumunský tým patří k lepším ragbyovým družstvům, k 11. listopadu 2019 se nacházel na 19. místě žebříčku Mezinárodní ragbyové federace.

## Historie
První zápas odehrálo Rumunsko proti USA v Paříži roku 1919 a prohrálo 21:0. Na Letních olympijských hrách 1924 získala rumunská reprezentace bronzové medaile. Tento tým byl v roce 2012 jmenován do Světové ragbyové síně slávy.

## Mistrovství světa
| Rok  | Dějiště finálového zápasu | Umístění                 |
| ---- | ------------------------- | ------------------------ |
| 1987 | Nový Zéland               | základní skupina         |
| 1991 | Anglie                    | základní skupina         |
| 1995 | Jižní Afrika              | základní skupina         |
| 1999 | Wales                     | základní skupina         |
| 2003 | Austrálie                 | základní skupina         |
| 2007 | Francie                   | základní skupina         |
| 2011 | Nový Zéland               | základní skupina         |
| 2015 | Anglie                    | základní skupina         |
| 2019 | Japonsko                  | vyloučeni po kvalifikaci |
| 2023 | Francie                   | základní skupina         |